# ستايسي ديلز
ستايسي ديلز (بالإنجليزية: Stacey Dales)‏ مواليد 5 سبتمبر 1979 في كولينجوود، هي لاعبة كرة سلة كندية سابقة. بدأت مسيرتها الاحترافية في سنة 2002. تم اختيارها من قبل فريق واشنطن ميستيكس خلال الدرافت. يبلغ طولها 6 قدم 0 بوصة (1.8 م). مثلت منتخب بلادها. شاركت في دورة الألعاب الأولمبية الصيفية سنة 2000. اعتزلت اللعب في 2007.

## روابط خارجية
- ستايسي ديلز على موقع الاتحاد الدولي لكرة السلة (الإنجليزية)
- ستايسي ديلز على موقع الاتحاد الوطني لكرة السلة النسائية (الإنجليزية)
- ستايسي ديلز على موقع كرة السلة الأوروبية.كوم (الإنجليزية)
- ستايسي ديلز على موقع كلية كرة السلة في سبورتس رفرنس.كوم (الإنجليزية)
- ستايسي ديلز على موقع بروبوليرز (الإنجليزية)
- ستايسي ديلز على موقع سبورتس رفرنس (الإنجليزية)
- ستايسي ديلز على موقع سبورتس رفرنس (الإنجليزية)
- ستايسي ديلز على موقع أوليمبيديا (الإنجليزية)
- ستايسي ديلز على موقع اللجنة الأولمبية الكندية (الإنجليزية)